# Elisabeth Demleitner
Elisabeth Demleitner (née le 23 septembre 1952 est une lugeuse ouest-allemande active dans les années 1970. Ayant participé à trois éditions des Jeux olympiques d'hiver, elle a obtenu la médaille de bronze en individuel en 1976 à Innsbruck.
Demleitner est également quadruple médaillée aux Championnats du monde, elle a remporté le titre en 1971, la médaille d'argent en 1974 et 1979 et la médaille de bronze en 1970. De plus, elle est double championne d'Europe en 1977 et 1978.